# Roberts-Kliff
Das Roberts-Kliff ist ein Felsenkliffs an der Borchgrevink-Küste des ostantarktischen Viktorialands. Es ist neben dem Salmon- und dem Shear-Kliff eines der drei markanten Kliffs südlich des Seabee Hook auf der Westseite der Hallett-Halbinsel.
Teilnehmer der von 1957 bis 1958 dauernden Kampagne im Rahmen der New Zealand Geological Survey Antarctic Expedition benannten es nach dem US-amerikanischen Meteorologen Charles L. Roberts Jr., wissenschaftlicher Leiter der Hallett-Station im Jahr 1959.